# StarClass
StarClass is de benaming voor een aparte categorie tijdens shorttrackwedstrijden. Rijders kwalificeren zich hier niet, zoals gebruikelijk is bij 'gewone' wedstrijden, op basis van leeftijd, maar op basis van hun capaciteiten. Hiervoor moeten rijders voldoen aan de gestelde limiet. Door dit systeem kan het dus gebeuren dat jongere rijders in de baan komen tegen rijders die veel ouder zijn. Maar omdat ze allen de limiet gehaald hebben zullen ze ongeveer van hetzelfde niveau zijn.
Een wedstrijd wordt pas goedgekeurd als StarClass als de organisatie een aantal jaren ervaring heeft met het organiseren van wedstrijden. Jaarlijks wordt besloten welke wedstrijden toestemming krijgen om deze aparte categorie te laten verrijden. De limiettijden voor deelname zijn als volgt:
- Heren (1000m): 1.35.000 (tijdrit) // 1.33.000 (massastart)
- Dames (1000m): 1.43.000 (tijdrit) // 1.41.000 (massastart)

## Wedstrijdkalender
| Datum                   | Categorie                 | Plaats     | Land |
| ----------------------- | ------------------------- | ---------- | ---- |
| 7 t/m 9 oktober 2011    | Jun B - Jun A - Starclass | Bormio     | ITA  |
| 28 t/m 30 oktober 2011  | Novice-Jun C              | Malmö      | SWE  |
| 25 t/m 27 november 2011 | Jun B - Jun A - Starclass | Hasselt    | BEL  |
| 9 t/m 11 december 2011  | Novice-Jun C              | Oberstdorf | GER  |
| 13 t/m 15 januari 2012  | Jun B - Jun A - Starclass | Grenoble   | FRA  |
| 24 t/m 26 februari 2012 | Novice-Jun C              | Leeuwarden | NED  |